# 山油麻
山油麻（学名：Trema cannabina var. dielsiana）为大麻科山黄麻属光叶山黄麻的变种。分布在中国大陆的浙江、广东、湖南、福建、四川、安徽、湖北、广西、江西、贵州、江苏等地，生长于海拔100米至1,100米的地区，常生长在向阳山坡灌丛中，目前尚未由人工引种栽培。

## 别名
山油桐（台湾） 野丝棉（湖北） 山野麻（福建） 羊角杯（贵州翁安）